# Kocanki

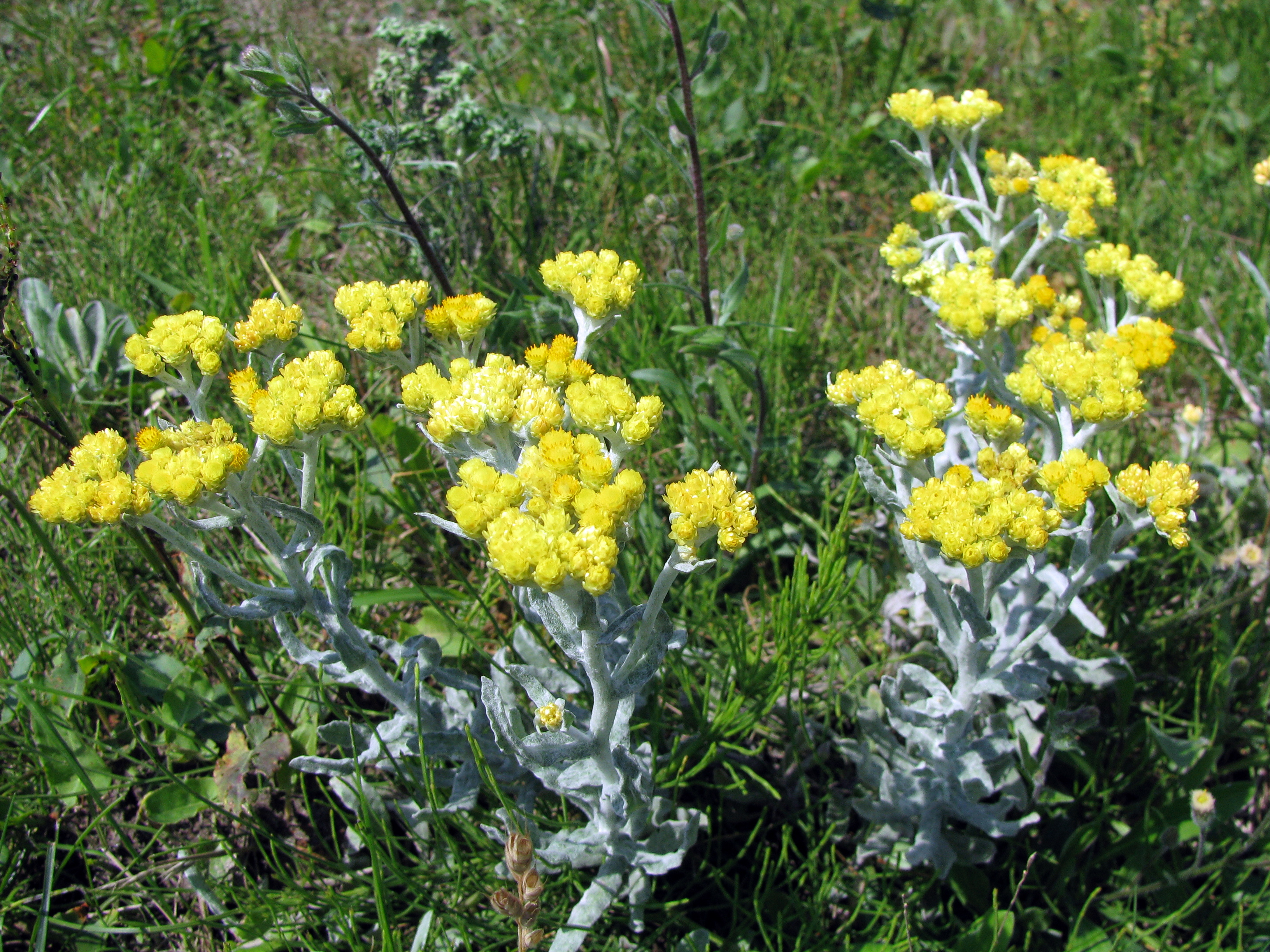
Kocanki piaskowe

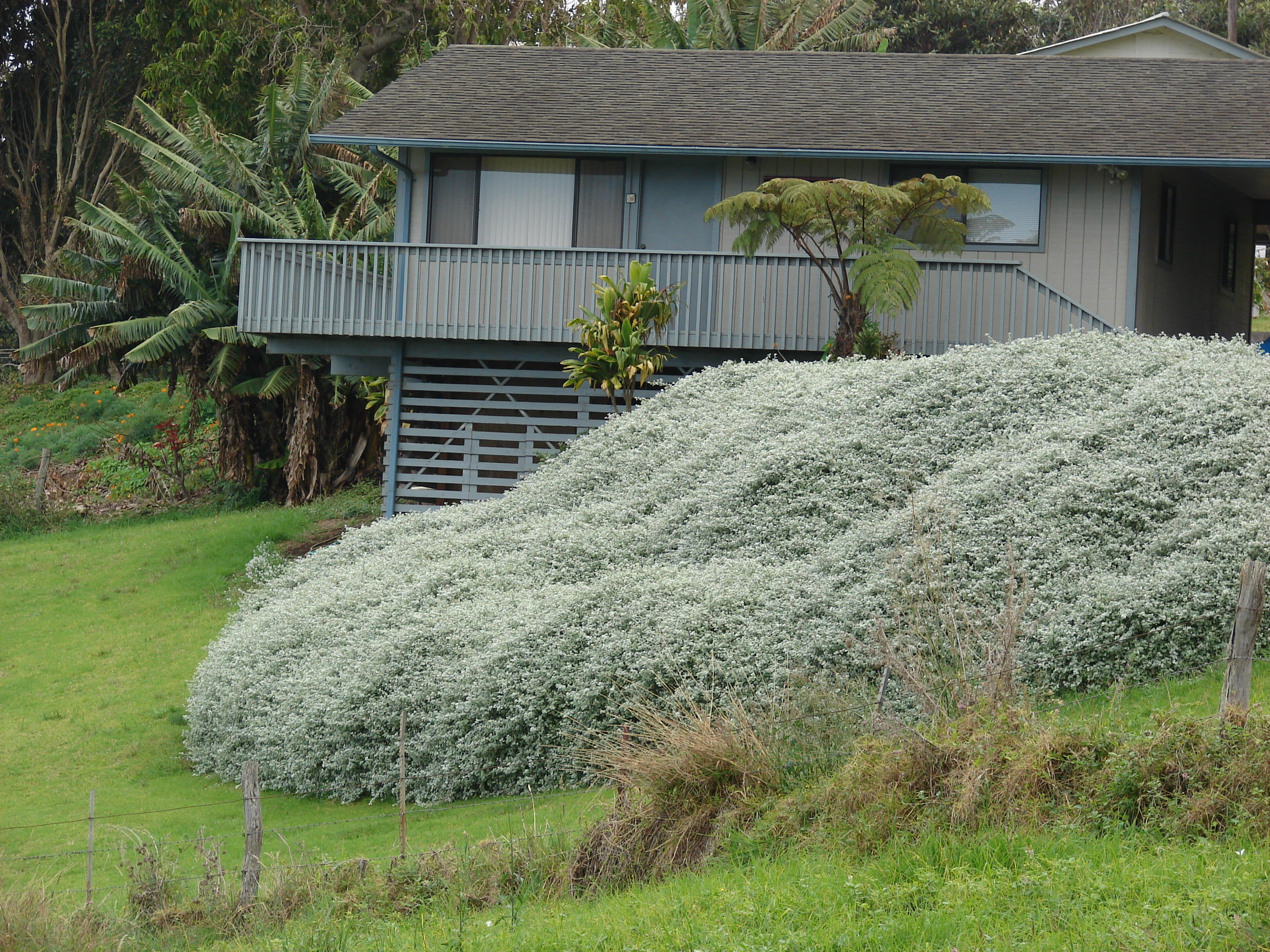
Kocanki włochate jako roślina okrywowa

Kocanki (Helichrysum Mill.) – rodzaj roślin z rodziny astrowatych. Obejmuje ponad 550 gatunków. Rośliny te występują na Starym Świecie, głównie na obszarach o ciepłym klimacie – w południowej Afryce (w Kraju Przylądkowym rośnie 85 gatunków, w tym 35 endemitów), w basenie Morza Śródziemnego, w zachodniej i środkowej Azji oraz w Nowej Zelandii. Poza kontynentami amerykańskimi, gdzie kocanki występują tylko jako introdukowane, brak przedstawicieli tego rodzaju w północnej Europie i znacznej części wschodniej Azji. W Europie rośnie 5 gatunków, przy czym w Polsce obecny w naturze jest tylko jeden gatunek – kocanki piaskowe H. arenarium. 
Rośliny z tego rodzaju zasiedlają siedliska suche i słoneczne, często górskie. Liczne gatunki uprawiane są jako rośliny ozdobne, niektóre wykorzystywane są także jako lecznicze, do zaparzania napojów.

## Morfologia
PokrójRośliny roczne i wieloletnie, czasem drewniejące, osiągające do 2 m wysokości.
LiścieSkrętoległe lub naprzemianległe, czasem skupione w rozetę przyziemną, zwykle całobrzegie i biało lub szaro owłosione.
KwiatyZebrane w koszyczki, które tworzą się na szczytach pędów pojedynczo lub zebrane są w baldachogroniaste kwiatostany złożone. Listki okrywy koszyczków są papierzaste, brązowe, żółte, różowe lub białawe. Wykazują wyraźne ruchy higroskopowe w odpowiedzi na zmiany wilgotności powietrza. Dno koszyczka jest płaskie, pozbawione plewinek, rzadko jednak bywają one obecne. W koszyczkach występują wyłącznie kwiaty rurkowate, brak kwiatów języczkowych lub są one nitkowate.
OwoceNiełupki nagie lub pokryte krótkimi, albo długimi, podwójnymi, nieco maczugowatymi włoskami. Ości puchu kielichowego wolne lub zrośnięte u nasady, czasem nieco pierzaste.

## Systematyka
Pozycja systematyczna
Rodzaj z plemienia Gnaphalieae w podrodzinie Asteroideae z rodziny astrowatych Asteraceae.
Lista gatunków
Tradycyjnie lub zwyczajowo do rodzaju zaliczane i kocankami nazywane są gatunki z innych rodzajów m.in.: kocanki ogrodowe Xerochrysum bracteatum (≡H. bracteatum), kocanki Cassini'ego Schoenia cassiniana (≡H. cassinianum), szarota żółtobiała, kocanki żółtobiałe Pseudognaphalium luteoalbum (≡H. luteoalbum).

## Zastosowanie i uprawa
Niektóre gatunki są uprawiane jako rośliny ozdobne (często nie tyle dla kwiatów, co dla efektownie, biało lub szaro zabarwionych pędów) lub lecznicze. Nadają się na rabaty kwiatowe, szczególnie w ogrodach skalnych. W Polsce ze względu na klimat są uprawiane jako rośliny jednoroczne. 
Do częściej uprawianych należą: Helichrysum forskahlii,  kocanki włochate Helichrysum petiolare, kocanki włoskie Helichrysum italicum, kocanki wspaniałe Helichrysum splendidum.
Kocanki z reguły wymagają żwirowatego, przepuszczalnego i niezbyt żyznego podłoża oraz słonecznego stanowiska. Rozmnaża się je z nasion, sadzonek pędowych lub przez podział kłączy.